# Бурков Володимир Миколайович
Володимир Миколайович Бурков (17 листопада 1939 — 24 квітня 2025, Москва) — російський вчений в галузі теорії та практики процесів управління в складних системах, доктор технічних наук (1975), професор (1981), академік РАПН, завідувач лабораторією в Інституті проблем управління ім. Трапезнікова РАН, завідувач кафедри проблем управління МФТІ, вчений секретар Російського національного комітету з автоматичного управління.
З 1968 р. почав працювати в області управління в соціально-економічних системах, створив новий напрямок в теорії управління — теорію активних систем; на початку 1970-х років одним з перших в СРСР зайнявся розробкою ділових ігор як методу дослідження процесів управління в соціально-економічних системах.
Автор близько 400 наукових робіт.